# Villanova d’Ardenghi
Villanova d’Ardenghi ist eine italienische Gemeinde (comune) in der Provinz Pavia in der Lombardei mit 755 Einwohnern (Stand 31. Dezember 2023) in der Lomellina.

## Geografie
Die Gemeinde liegt etwa neun Kilometer westsüdwestlich von Pavia am Parco naturale lombardo della Valle del Ticino.

## Verkehr
Durch die Gemeinde führt die frühere Strada Statale 596 dei Cairoli (heute eine Provinzstraße) von Pavia nach San Martino Siccomario. Der Bahnhof liegt an der Bahnstrecke Vercelli–Pavia.